# Jangamabasapura, Kolar
Jangamabasapura là một làng thuộc tehsil Kolar, huyện Kolar, bang Karnataka, Ấn Độ.